# 와룡선생 상경기 (드라마)
《와룡선생 상경기》는 1983년 7월 30일에 방영된 TV문학관이다.

## 줄거리
30여 년간을 교육계에 투신했던 완고한 와룡 선생(이일웅)은 고향에서 정년퇴직을 하고 쓸쓸한 마음을 달래기 위해 서울에 있는 제자들을 찾아온다. 창호(구충서)는 은사인 화룡 선생이 상경하신다는 전보를 받고 선생을 모신다. 그런데 와룡 선생은 삼시세끼 밥보다 술을 더 즐기는 처지다. 어느 날 창호는 애인과의 데이트 장소에서 망신을 당하고, 와룡 선생에게 원망스러운 마음을 품게 되는데...

## 출연
- 이일웅
- 노주현
- 구충서
- 김성환
- 정해창
- 서승현
- 김을동
- 박주아
- 김하림
- 연운경
- 박정웅
- 김시원
- 김효원
- 임옥경
- 최은숙
- 이미경
- 한정국
- 최재성
- 장광비
- 민병이
- 김희정
- 변종혁
- 강태호
- 조인표
- 최현정
- 최호창
- 이준성